# Сікач Степан Васильович
Степан Васильович Сікач (рум. Ștefan Sicaci; нар. 8 вересня 1988, Тирасполь, Молдавська РСР) — молдовський футболіст, воротар казахського клубу «Акжайик». Має також російське громадянство.

## Клубна кар'єра
Вихованець академії футболу тираспольського «Шерифа», грав у другій команді, з січня 2007 року був запрошений до основного складу Шерифа, контракт із клубом був до 2011 року.
2007 року побував на перегляді у махачкалинському «Динамо», яке тренував Леонід Назаренко. Перехід не відбувся, але коли Назаренко у листопаді 2007 року став тренером «Терека», Сікач підписав із грозненським клубом п'ятирічний контракт. Єдиний матч у прем'єр-лізі провів 22 березня, у другому турі проти «Сатурну», в якому пропустив три м'ячі. У складі молодіжної команди у 39 матчах пропустив 44 м'ячі.
У лютому 2010 року перейшов в оренду до клубу «Волгар-Газпром». Після закінчення терміну оренди повернувся до «Терек». 2013 року повернувся до «Волгара».
У 2012 році перейшов до бєлгородського «Салюту».
Влітку 2016 року поповнив склад московського «Торпедо», який виступав у ПФЛ. У складі «чорно-білих» провів 13 матчів, в яких пропустив 9 м'ячів. У березні 2017 року контракт було розірвано за згодою сторін.
У Грузії підписав контракт на два місяці з «Колхеті-1913».
Влітку 2017 року перейшов до «Афіпсу».

## Кар'єра в збірній
Виступав у складі юнацької збірної Молдови, 11 березня 2009 року провів перший матч у складі молодіжної збірної.

## Досягнення
- Юнацький чемпіонат Молдови
  -  Чемпіон (2): 2005, 2006

- Кубок ФНЛ
  -  Володар (1): 2015

- Ліга Еровнулі
  -  Чемпіон (1): 2019
  -  Срібний призер (1): 2018